# New Franklin (Ohio)
New Franklin est une ville du comté de Summit, dans l’État de l’Ohio. Lors du recensement de 2010, sa population s’élevait à 14 227 habitants. Sa superficie totale est de 69,10 km2.